# Епархия Лейрия-Фатимы

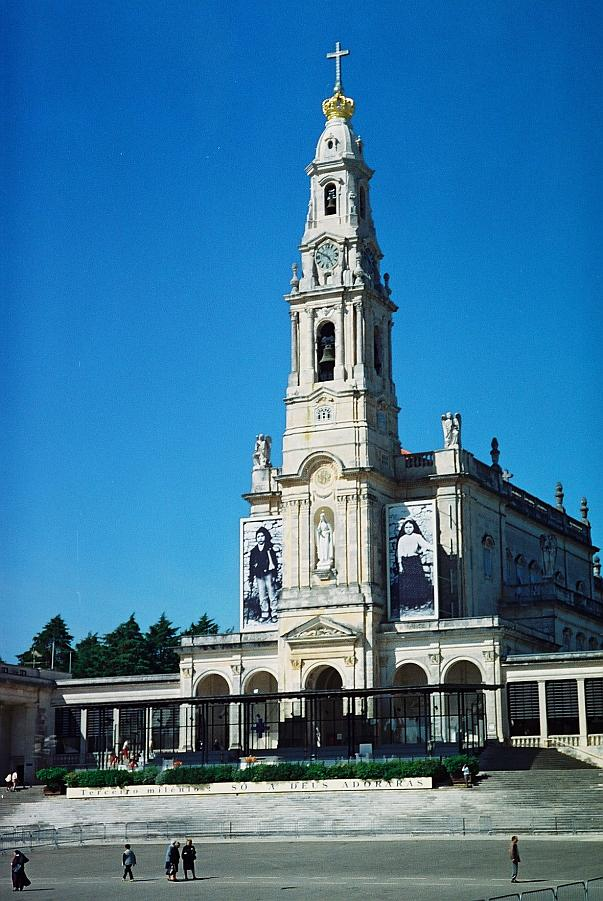
Базилика Пресвятой Девы Марии Розария, Фатима, Португалия

Епархия Лейрия-Фатимы (лат. Dioecesis Leiriensis-Fatimensis) — епархия Римско-Католической церкви с центром в городе Лейрия, Португалия. Епархия Лейрия-Фатимы входит в патриархат Лиссабона. Кафедральным собором епархии Лейрия-Фатимы является церковь Непорочного зачатия Пресвятой Девы Марии. На территории епархии Лейрия-Фатимы, в городе Фатима, находится один из самых известных католических паломнических центров — базилика Пресвятой Девы Марии Розария.

## История
22 мая 1545 года Римский папа Павел III выпустил буллу Pro excellenti, которой образовал епархию Лейрии, выделив её из епархии Коимбры.
В 1640 году епископ Педро Барбоса де Эза был вынужден покинуть Лейрию из-за войны за независимость. Найдя убежище в Кастилии, он скончался там через семь лет. Последующие епископы Лейрии назначались Жуаном IV и Филиппом IV без согласия Святого Престола, потому кафедра епархии долгое время была вакантна. В 1672 году была открыта епархиальная семинария.
В 1807 году после французского вторжения многие церковные здания епархии Лейрии были значительно повреждены, разрушены и подверглись разграблению. В 1834 году после указа министра Жоакима Антониу де Агилара, проводившего антицерковную политику, монастыри, находившиеся на территории епархии, были закрыты. В 1850 году им также была закрыта семинария.
30 сентября 1881 года епархия Лейрии была разделена. Её территория отошла к патриархату Лиссабона и епархии Коимбры.
Между 13 мая и 13 октября 1917 года в городе Фатима, который находится на территории упразднённой епархии Лейрии, произошли явления Пресвятой Богородицы детям Жасинте и Франсишку Марту. Учитывая важность этих событий, Римский папа Бенедикт XV 17 января 1918 года издал буллу Quo vehementius, которой воссоздал епархию Лейрии.
13 мая 1984 года Римский папа Иоанн Павел II выпустил буллу Qua pietate, которой переименовал епархию Лейрии в епархию Лейрия-Фатимы, причислив её к патриархату Лиссабона.

## Источник
- Annuario Pontificio, Libreria Editrice Vaticana, Città del Vaticano, 2003, ISBN 88-209-7422-3
- Булла Qua pietate  (лат.)